# Westland Wallace
Die Westland Wallace wurde als Ableitung der Wapiti für die Royal Air Force Special Reserve (später Auxiliary Air Force) gebaut und nur von den AAF und AA Co-Operation Flight geflogen. Erst später wurde der Typ auch für Zielschleppflüge genutzt.
Der Unterschied zur Wapiti besteht hauptsächlich in der Verwendung von zwei verschiedenen Motoren und in der Rumpflänge. Zuerst kam der Bristol Pegasus III Sternmotor mit 670 PS zum Einsatz, dann der Pegasus IV Motor. Führer und Beobachtersitz sind mit einer zurückklappbaren Haube überdeckt. Das Rumpfvorderteil wird durch ein ölgefedertes Fahrwerk mit verkleideten Anlaufrädern und das Rumpfende durch ein lenkbares Spornrad abgestützt. Der luftgekühlte Sternmotor ist von einem Townend-Ring umgeben.
Die Bewaffnung besteht aus einem starren Vickers Führer MG und einem beweglichen Lewis MG auf Vickers Drehkranz. Unter dem Unterflügel sind Vorrichtungen für 263 kg Bomben angebracht. Ein Photoapparat und eine Funkanlage (FT) vervollständigen die militärische Ausrüstung.
Bei Ausbruch des Zweiten Weltkrieges standen noch 83 der 104 gebauten Wallace Mk.II im Dienst. Zwei speziell umgebaute Wallace waren die ersten Flugzeuge, die den Mount Everest überflogen.

## Produktion
Abnahme der Westland Wallace durch die RAF:
| Version       | 1933 | 1934 | 1935 | 1936 | Summe |
| ------------- | ---- | ---- | ---- | ---- | ----- |
| Prototyp      | 1    |      |      |      | 1     |
| Mk.I, Umbau   | (26) | (19) | (12) |      | (57)  |
| Mk.I, Neubau  |      | 8    | 1    |      | 9     |
| Mk.II, Umbau  |      |      | (3)  |      | (3)   |
| Mk.II, Neubau |      |      | 1    | 93   | 94    |
| Summe         | 1    | 8    | 1    | 93   | 103   |

Der Umbau erfolgte aus Westland Wapiti.

## Technische Daten
| Kenngröße             | Daten                                                 |
| --------------------- | ----------------------------------------------------- |
| Besatzung             | 2                                                     |
| Länge                 | 10,41 m                                               |
| Spannweite            | 14,15 m                                               |
| Höhe                  | 3,51 m                                                |
| Flügelfläche          | 45,34 m²                                              |
| Leermasse             | 1742 kg                                               |
| max. Startmasse       | 2608 kg                                               |
| Reisegeschwindigkeit  | 217 km/h                                              |
| Höchstgeschwindigkeit | 254 km/h in 4570 m Höhe                               |
| Dienstgipfelhöhe      | 7435 m                                                |
| Steigzeit             | 6.000 m in 20,5 min.                                  |
| Reichweite            | 756 km                                                |
| Triebwerke            | 1 × Bristol-Pegasus-IV-Sternmotor mit 507 kW (690 PS) |
| Bewaffnung            | zwei 7,7-mm-MG, bis 263 kg Bomben als Außenlast       |